# Jacob Karl Ernst Halm
Jacob Karl Ernst Halm, född 30 november 1866 i Bingen am Rhein, död 17 juli 1944 i Stellenbosch, var en tysk astronom.
Halm blev 1895 astronom vid observatoriet i Edinburgh och 1907 chief-assistent vid observatoriet i Kapstaden. Av hans arbeten ådrog sig i synnerhet hans spektroskopiska observationer för bestämmandet av solens rotation (publicerade 1907 i "Astronomische Nachrichten") stor uppmärksamhet. Detta är även fallet med hans teorier för de så kallade nya stjärnorna samt för polhöjdsvariationernas samband med företeelserna på solen och med variationerna i jordmagnetismen. Han utgav dessutom bland annat New Reduction of Henderson's Catalogue for the Epoch 1840,0 (1906).